# Seasteading
Seasteading, ein Kofferwort aus engl. sea (Meer) und homesteading (Besiedlung, Inbesitznahme), bezeichnet das Konzept der Schaffung von Stätten dauerhaften Wohn- und Lebensraums auf dem Meer, genannt Seasteads, außerhalb der von den Regierungen jedweder Nation beanspruchten Gebiete.

## Begriffsherkunft
Mindestens zwei Menschen haben unabhängig voneinander den Begriff geprägt: Ken Neumeyer in seinem Buch „Sailing the Farm“ (1981) und Wayne Gramlich in seinem Artikel „Seasteading – Homesteading auf hoher See“ (1998). Auf Deutsch taucht gelegentlich der synonyme Begriff „Seenahme“ auf, der in Anlehnung an die Landnahme geschaffen wurde.

## Rechtliches
Außerhalb der ausschließlichen Wirtschaftszone von 200 Seemeilen (370 km), welche die Länder nach Seerechtsübereinkommen der Vereinten Nationen beanspruchen können, unterliegt die hohe See keinen Gesetzen außer denen des Staates, unter dessen Flagge ein Schiff fährt. Beispiele von Organisationen, die von dieser Möglichkeit Gebrauch machen, sind Women on Waves, die Frauen eine Abtreibung ermöglichen, in deren Ländern Abtreibungen strengeren Regeln als in den Niederlanden unterworfen sind, sowie Radio Veronica, ein Piratensender in der Nordsee, der in den 1960er-Jahren auf die Niederlande gerichtet war. Wie diese Organisationen könnte ein Seastead Vorteile aus den losen Rechts- und Verwaltungsvorschriften schöpfen, die außerhalb der Souveränität der Nationen bestehen und unter weitgehender Selbstverwaltung stehen.

## Das „Seasteading-Institut“

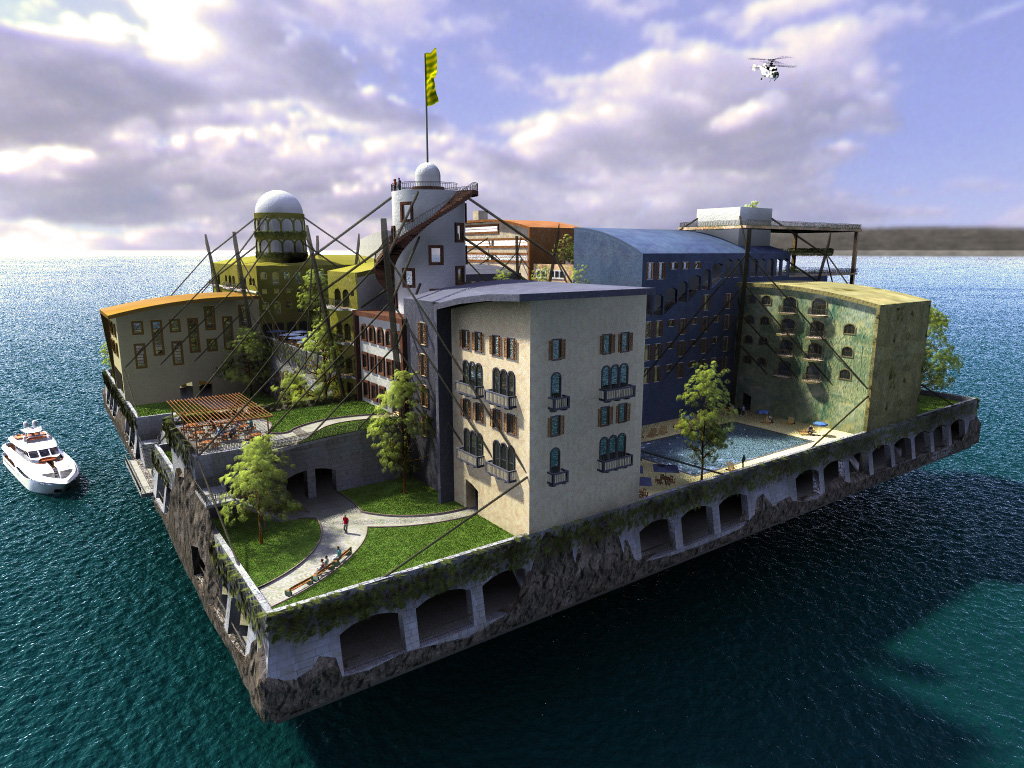
András Gyõrfis „schwimmende Stadt“ (Computergrafik)

Das „Seasteading-Institut“ wurde am 15. April 2008 von Wayne Gramlich und Patri Friedman in Sunnyvale (Kalifornien) mit dem Ziel gegründet, die Errichtung autonomer, mobiler Gemeinschaften auf schwimmenden Plattformen in internationalen Gewässern zu erleichtern. Gramlichs Artikel „SeaSteading – Homesteading auf hoher See“ aus dem Jahre 1998 erläuterte eine erschwingliche Besiedlung und zog mit seinem Vorschlag für ein kleines Projekt die Aufmerksamkeit Friedmans auf sich. Die beiden begannen zusammenzuarbeiten und veröffentlichten im Jahre 2001 ihren ersten gemeinsamen Plan im Internet. Er behandelt alle erdenklichen Aspekte des Seasteadings, von der Abfallbeseitigung bis zur Ausflaggung.
Die Autoren Julian Dörr und Olaf Kowalski sehen dieses Phänomen der künstlichen Inseln als eine ausgesprochen explizite Vision des „kalifornischen Liberalismus“, einer speziellen Ausprägung der libertären Ideologie im Silicon Valley, der vordergründig darauf abzielt, Lösungen für Armut, Hunger und Verschwendung durch weniger Regulierung und Politik zu suchen: „Denn gerade die in diesem Tal der San Francisco Bay Area angesiedelten Denker und Unternehmen wie Google, Apple oder Facebook vereinen einen philanthropischen Ansatz der Weltverbesserung und eine spezifische Ordnungsvorstellung der Gesellschaft mit dem Glauben an die emanzipatorische Kraft von Technologie.“
Das Projekt wurde im Jahr 2008 einer breiten Öffentlichkeit bekannt, nachdem PayPal-Gründer Peter Thiel darauf aufmerksam geworden war, 500.000 US-Dollar in das Projekt investierte und sich für dessen Realisierung einsetzte, dies zuletzt in seinem Aufsatz The Education of a Libertarian, veröffentlicht von Cato Unbound.

„(…) Unlike the world of politics, in the world of technology the choices of individuals may still be paramount. The fate of our world may depend on the effort of a single person who builds or propagates the machinery of freedom that makes the world safe for capitalism. For this reason, all of us must wish Patri Friedman the very best in his extraordinary experiment.“

„(…) Anders als in der Welt der Politik können in der Welt der Technik die Entscheidungen der Einzelnen immer noch von vorrangiger Bedeutung sein. Das Schicksal unserer Welt kann von der Anstrengung einer einzelnen Person abhängen, die das Räderwerk der Freiheit baut oder verbreitet, die die Welt für den Kapitalismus sicher macht. Aus diesem Grund müssen wir alle Patri Friedman zu seinem außergewöhnlichen Experiment das Beste wünschen.“

Dem „Seasteading-Institut“ ist daher eine weite Aufmerksamkeit der Medien zuteilgeworden, von Quellen wie CNN und Wired Magazine.

„Wenn Seasteading eine realisierbare Alternative wird, braucht man für den Wechsel von einer Regierung zur anderen nur zu der anderen hinzusegeln und muss dafür nicht einmal das Haus verlassen.“

Seit 2011 hat das „Seasteading-Institut“ ein Botschafterprogramm, mit dem durch lokale, geprüfte Botschafter die Idee des Seasteadings weltweit verbreitet werden soll. Das „Seasteading-Institut“ hielt am 10. Oktober 2008 seine erste Jahreskonferenz in Burlingame (Kalifornien) ab. 45 Personen aus neun Ländern nahmen daran teil. Eine zweite Seasteading-Konferenz fand in San Francisco vom 28. bis 30. September 2009 statt. Eine weitere Konferenz, in der hauptsächlich die wirtschaftlichen Möglichkeiten des Seasteadings erörtert wurden, gab es vom 31. Mai bis 2. Juni 2012 in San Francisco.

## Designs

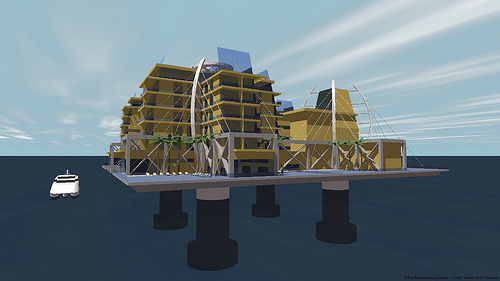
Das Design „ClubStead“ des „Seasteading-Instituts“

Bei den meisten der vorgeschlagenen Seasteads handelt es sich um modifizierte Kreuzfahrtschiffe. Bei anderen vorgeschlagenen Strukturen handelt es sich um umgerüstete Bohrinseln, stillgelegte Flak-Plattformen, bewegliche schwimmende Inseln und maßgeschneiderte künstliche Inseln. Das „Seasteading-Institut“ arbeitet an einem neuen Ansatz, der Gemeinschaften vorsieht, die über dem Meer auf Spar-Bojen schwimmen, ähnlich wie bei Ölplattformen. Das Projekt würde zunächst klein starten, so weit wie möglich mit bewährter Technologie, und dann versuchen, tragfähige und nachhaltige Wege zu finden, eine Seastead zu führen. Innovationen, die ermöglichen, ständig auf See zu leben, müssten entwickelt werden.
Ein vorgeschlagener Entwurf für eine maßgeschneiderte Seastead ist eine schwimmende Hantel, in denen der Wohnbereich hoch über dem Meeresspiegel liegt, was den Einfluss der Wellen minimieren würde. In den letzten Jahren wurde die Forschung in einem Online-Buch über das Leben auf den Ozeanen dokumentiert.
Das „Seasteading-Institut“ konzentriert sich auf drei Bereiche:
- Aufbau einer Gemeinschaft,
- Forschung und die
- Unterstützung für den Bau der ersten Seasteads.

Das „Seasteading-Institut“ selbst plant nicht den Bau eines eigenen Seasteads, da es sich selbst als Non-Profit-Organisation sieht, die für einen geschäftlichen Bau und Betrieb von Seasteads ungeeignet ist. Diese Aufgabe soll vielmehr Unternehmern und Firmen zufallen.
Im Januar 2009 ließ sich das „Seasteading-Institut“ einen Entwurf für ein Seastead („ClubStead“) patentieren. Dieses hätte die Größe eines Wohnviertels und böte Wohnraum für 200 Personen. Der Entwurf wurde vom Beratungsunternehmen Marine Innovation & Technologie hergestellt.

## „Ephemerisle“-Festival
„Ephemerisle“ ist ein Kunst- und Kultur-Festival auf dem Wasser. Es findet seit Oktober 2009 im Mandeville Tip County Park im Sacramento-San Joaquin River Delta statt. Die erste Veranstaltung wurde von etwa 150 Personen besucht. Mitorganisator war unter anderem einer der Gründer des „Burning-Man“-Festivals. Ziel des „Ephemerisle“-Festivals ist es, eine Gemeinschaft temporär auf dem Wasser lebender Individuen zu schaffen, die sich Jahr für Jahr für zunehmend längere Zeiträume treffen und einen Kondensationskern für eine Seasteading-Kultur und -Gemeinschaft bilden.
2010 fand das „Epehemerisle“-Festival nicht auf offiziellem Wege statt, da der vorjährige Veranstalter nicht nochmals ohne Versicherung agieren wollte, jedoch die sehr hohen Versicherungsbeiträge scheute. Daher führten die angereisten Teilnehmer das Festival in Eigenregie unter dem Namen „Non-Ephemerisle“ durch. Ab 2011 durfte die weiterhin in Selbstverantwortung ablaufende Veranstaltung wieder ihren ursprünglichen Namen tragen.

## „Sink or Swim Business Plan Contest“
Dieser Wettbewerb war ein im Jahr 2011 ausgelobter Wettbewerb für das beste Seasteading-basierte Geschäftskonzept.
Die Preisträger:
- 1. Preis: Delishus Fishes,[12] ein Konzept für Hochseefischfarmen.
- 2. Preis: Boundless Talent Consulting Services, ein Konzept für ein visumsfreies Büro- und Wohnseastead für nicht-US-amerikanische Fachkräfte, die Kontakt zum US-amerikanischen Markt suchen.

## „Poseidon Award“
Der „Poseidon Award“ ist ein Preis für die Etablierung des ersten unabhängigen Seasteads und der Samen für die weltweit erste Ozean-Stadt. Es ist ein Meilenstein für die Seasteading-Bewegung.
Teil des Poseidon Awards ist die Verleihung des Poseidon Monumentes, einer Statue, als Ehrung für die ersten Seasteading-Pioniere. Diese wird die Namen der Seasteading-Argonauten eingemeißelt haben, großen Spendern, die mit ihrer Spende mitgeholfen haben, Seasteading Realität werden zu lassen.
Der Poseidon Award wird an das erste Seastead verliehen, das:
- von mindestens 50 Personen dauerhaft bewohnt wird,
- finanziell selbstständig ist,
- auf dem freien Markt Grundbesitz anbietet und
- de facto politische Unabhängigkeit genießt.

Ziel war, den „Poseidon Award“ bis zum Jahre 2015 zu vergeben.

## Projekte

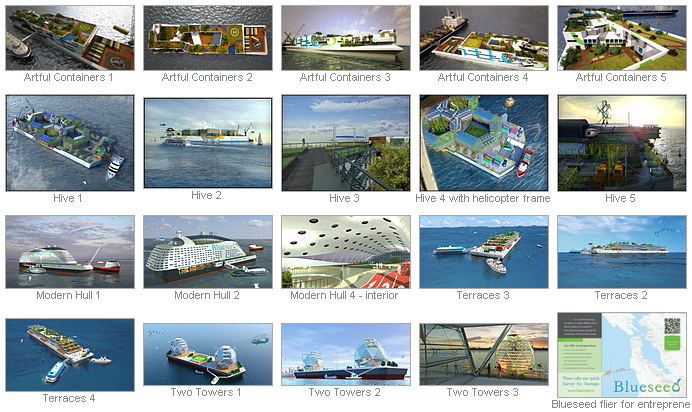
Entwürfe für das Blueseed-Venture

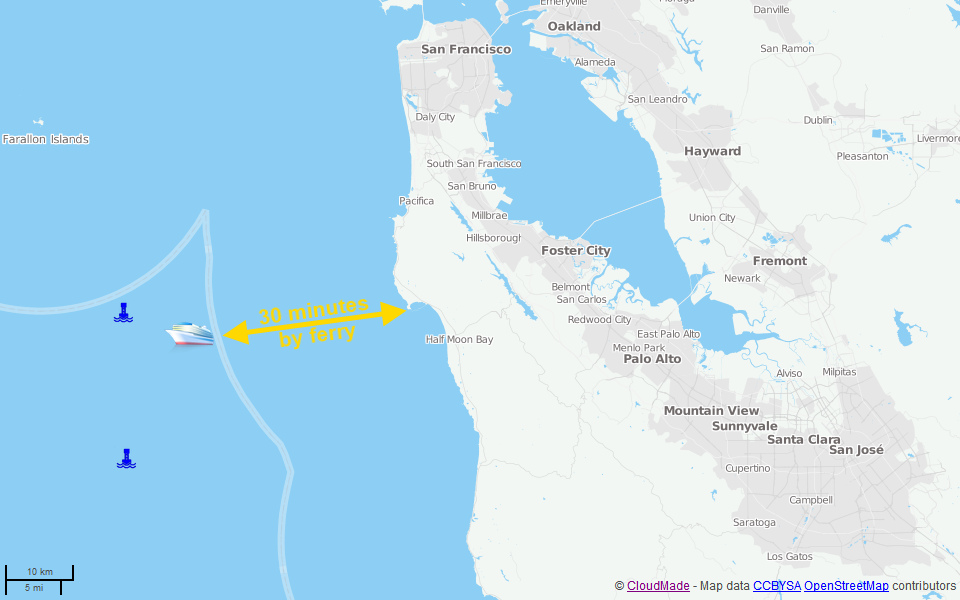
Geplante Lage des Blueseed-Ventures

Das bisher am weitesten fortgeschrittene Projekt ist das „Blueseed“-Venture. Die Gründer wollten ursprünglich noch im Laufe des Jahres 2012 ein umgebautes Schiff als Seastead vor der Küste Kaliforniens betreiben, das als Wohn-, Büro- und Geschäftszentrum für nichtamerikanische Unternehmen bzw. Fachkräfte konzipiert ist, die noch auf die Visa-Freigaben der US-amerikanischen Behörden warten und sich solange außerhalb US-amerikanischer Gewässer aufhalten müssen. Das Projekt konnte allerdings noch nicht vollständig finanziert werden. Als Starttermin hatten die „Blueseed“-Manager Herbst bis Winter 2014 ins Auge gefasst.

## Aktuelle Lage

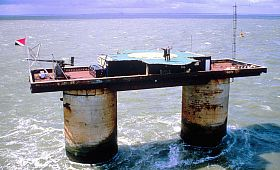
Fürstentum Sealand

Niemandem ist bisher die Gründung eines Staates auf hoher See gelungen, der als souveräne Nation anerkannt wurde. Am ehesten kommt diesem Ziel das Fürstentum Sealand nahe, eine umstrittene Mikronation auf einer ausrangierten Flak-Plattform vor der Themsemündung in der Nähe von Suffolk, England. Ein vergleichbares Projekt war die Mikronation New Atlantis auf einer Hälfte eines 30 m² großen Floßes rund 15 Kilometer vor Jamaika. Gegründet am 4. Juli 1964 durch Leicester Hemingway erlitt es zwei Jahre später dasselbe Schicksal wie sein mythisches Vorbild: es versank in einem Sturm. In der Adria bestand vom 1. Mai 1968 bis zum 26. Februar 1969 die Repubblica Esperantista dell’Isola delle Rose, auf einer 400 m² großen Plattform.

## Seasteading in der Fiktion

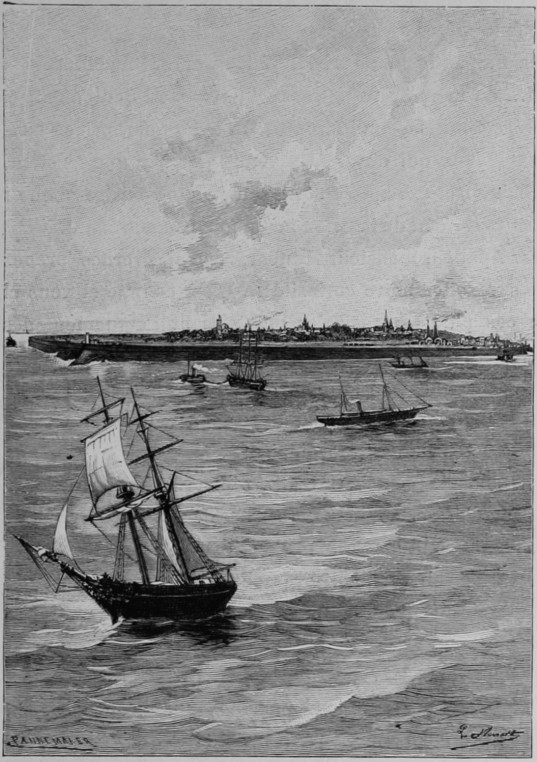
Jules Vernes Propellerinsel Standard Island

- Jules Verne beschreibt in seinem Roman Die Propellerinsel eine künstliche schwimmende Insel Standard Island und die darauf befindliche Stadt Milliard City. Sie ist ovalförmig, 5 mal 7 Kilometer groß und in einen nord- und einen südstaatlichen Bezirk geteilt.
- Ebenfalls geteilt, allerdings in einen US-amerikanischen und einen sowjetischen Bezirk, ist die International Republic of Artists and Scientists (IRAS) im Roman Die Gelehrtenrepublik von Arno Schmidt. Dabei handelt es sich um eine künstliche schwimmende Insel in den Rossbreiten des Pazifiks. Auf ihr sollen wissenschaftliche und künstlerische Errungenschaften vor künftigen Weltkriegen sicher sein. Das Design der IRAS wurde von Jule Vernes Propellerinsel übernommen, was im Roman auch explizit genannt wird.
- Sealand wird in den Romanen Polyplay von Marcus Hammerschmitt und Der Aurora-Effekt von Rainer Wolf thematisiert.
- Die Fernsehserien SeaQuest DSV und SeaQuest 2032 spielen in einer Zukunft, in der Seasteading üblich ist.
- Die Computerspiele BioShock und BioShock 2 spielen in einem Unterwasser-Seastead, welcher auch im dritten Teil BioShock Infinite noch einmal kurz vorkommt.

## Rezeption
- Interview in der Frankfurter Allgemeinen Zeitung
- Artikel in der Frankfurter Allgemeinen Zeitung
- Artikel in der Berliner Zeitung
- Artikel auf SegelReporter.com
- Artikel auf Telepolis
- Artikel im Tages-Anzeiger